# Crosville-sur-Douve
 Crosville-sur-Douve  es una población y comuna francesa, situada en la región de Baja Normandía, departamento de Mancha, en el distrito de Cherbourg-Octeville y cantón de Saint-Sauveur-le-Vicomte.

## Demografía
| 89 | 95 | 77 | 67 | 48 | 58 |
| Para los censos de 1962 a 1999 la población legal corresponde a la población sin duplicidades (Fuente: INSEE [Consultar]) |    |    |    |    |    |